# Allopaa
Allopaa är ett släkte av groddjur som ingår i familjen Dicroglossidae.
Arterna förekommer i regionen Kashmir i norra Pakistan och norra Indien.
Arter enligt Catalogue of Life:
- Allopaa barmoachensis
- Allopaa hazarensis

## Bildgalleri

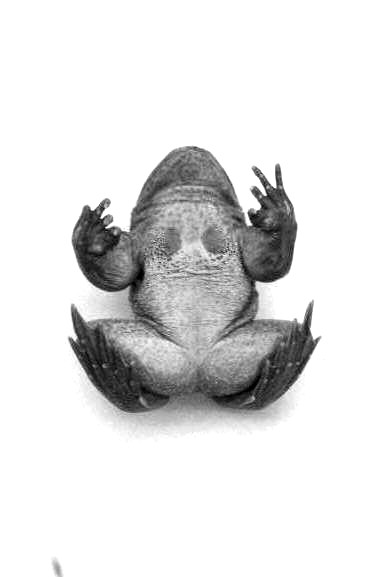